# StarLadder Major: Berlin 2019
Das StarLadder Major: Berlin 2019 war das 15. Major-Turnier in der E-Sports-Disziplin Counter-Strike: Global Offensive und fand vom 23. August bis zum 8. September 2019 statt. Austragungsort ist zum ersten Mal Berlin. Die finale Champions Stage des Turniers wurde in der Mercedes-Benz-Arena ausgetragen. Sieger des Turniers wurde Astralis. Das dänische Team gewann damit das dritte Major-Turnier in Folge.

## Qualifikation
Die jeweils ersten beiden Plätze der Minor-Turniere in den vier Regionen Europa, Amerika, Asien (inklusive Australien und Afrika) und GUS qualifizierten sich direkt für die Challengers Stage des Turniers. Die Drittplatzierten spielten im Minors' 3rd Place Play-in die verbleibenden drei Startplätze für die Challengers Stage des Majors aus. Alle Minors fanden in Berlin statt.
| Name                 | European Minor Championship             | Americas Minor Championship                                        | Asian Minor Championship                                   | CIS Minor Championship                                                 | Minors' 3rd Place Play-in |
| -------------------- | --------------------------------------- | ------------------------------------------------------------------ | ---------------------------------------------------------- | ---------------------------------------------------------------------- | ------------------------- |
| Zeit                 | 17. bis 21. Juli 2019                   | 17. bis 21. Juli 2019                                              | 24. bis 28. Juli 2019                                      | 24. bis 28. Juli 2019                                                  | 29. Juli 2019             |
| Sieger (Preisgeld)   | mousesports (30.000 $)                  | NRG Esports (30.000 $)                                             | Grayhound Gaming (30.000 $)                                | forZe (30.000 $)                                                       | DreamEaters / North       |
| Finalist (Preisgeld) | CR4ZY (15.000 $)                        | FURIA Esports (15.000 $)                                           | TyLoo (15.000 $)                                           | Syman Gaming (15.000 $)                                                | DreamEaters / North       |
| 3. Platz (Preisgeld) | North (5.000 $)                         | INTZ eSports (5.000 $)                                             | MVP PK (5.000 $)                                           | DreamEaters (5.000 $)                                                  | INTZ eSports              |
| weitere Teilnehmer   | BIG fnatic NoChance Sprout Team Ancient | eUnited Luminosity Gaming Sharks Esports Team One Team Singularity | 5Power Gaming ALPHA Red Avant Gaming Energy Esports FFAmix | Gambit Youngsters Nemiga Gaming Team Spirit Unique Team Warthox Esport | MVP PK                    |

## Lineups der Teams
| Plätze 1 – 8 des IEM Major: Katowice 2019                          | Plätze 1 – 8 des IEM Major: Katowice 2019 | Plätze 1 – 8 des IEM Major: Katowice 2019 | Plätze 1 – 8 des IEM Major: Katowice 2019 |
| Astralis                                                           | ENCE                                      | FaZe Clan                                 | Made in Brazil                            |
| ------------------------------------------------------------------ | ----------------------------------------- | ----------------------------------------- | ----------------------------------------- |
| Andreas „Xyp9x“ Højsleth                                           | Aleksi „allu“ Jalli                       | Olof „olofmeister“ Kajbjer                | Fernando „fer“ Alvarenga                  |
| Peter „dupreeh“ Rasmussen                                          | Jani „Aerial“ Jussila                     | Nikola „NiKo“ Kovač                       | Tacio „TACO“ Filho                        |
| Nicolai „dev1ce“ Reedtz                                            | Sami „xseveN“ Laasanen                    | Ladislav „GuardiaN“ Kovács                | Wilton „zews“ Prado                       |
| Emil „Magisk“ Reif                                                 | Jere „sergej“ Salo                        | Filip „neo“ Kubski                        | Lucas „LUCAS1“ Teles                      |
| Lukas „gla1ve“ Rossander                                           | Aleksi „Aleksib“ Virolainen               | Håvard „rain“ Nygaard                     | Gabriel „FalleN“ Toledo                   |
| Natus Vincere                                                      | Ninjas in Pyjamas                         | Renegades                                 | Team Liquid                               |
| Kirill „Boombl4“ Michailow                                         | Christopher „GeT_RiGhT“ Alesund           | Sean „Gratisfaction“ Kaiwai               | Nicholas „nitr0“ Cannella                 |
| Oleksander „s1mple“ Kostyljew                                      | Patrik „f0rest“ Lindberg                  | Joakim „jkaem“ Myrbostad                  | Russel „Twistzz“ Van Dulken               |
| Denis „electronic“ Scharipow                                       | Jonas „Lekr0“ Olofsson                    | Justin „jks“ Savage                       | Jonathan „EliGE“ Jablonowski              |
| Danylo „Zeus“ Teslenko                                             | Maikil „Golden“ Selim                     | Jay „liazz“ Tregillgas                    | Keith „NAF“ Markovic                      |
| Jegor „flamie“ Wassiljew                                           | Fredrik „REZ“ Sterner                     | Aaron „AZR“ Ward                          | Jake „Stewie2k“ Yip                       |
| Plätze 9 – 14 des IEM Major: Katowice 2019 und Minor-Qualifikanten |                                           |                                           |                                           |
| AVANGAR                                                            | compLexity                                | CR4ZY                                     | DreamEaters                               |
| Bektijar „fitch“ Bachytow                                          | Rory „dephh“ Jackson                      | Nemanja „nexa“ Isaković                   | Igor „Forester“ Besotetscheski            |
| Ali „Jame“ Dschami                                                 | Shahzeeb „ShahZaM“ Khan                   | Nemanja „huNter“ Kovač                    | Swjatoslaw „svyat“ Dowbach                |
| Alexei „Qikert“ Golubew                                            | Hunter „SicK“ Mims                        | Rokas „EspiranTo“ Milasauskas             | Wladislaw „Krad“ Krawtschenko             |
| Sanschar „SANJI“ Kulijew                                           | Ricky „Rickeh“ Mulholland                 | Otto „ottoNd“ Sihvo                       | Semjon „kinqie“ Lissizyn                  |
| Däuren „AdreN“ Qystaubajew                                         | Owen „oBo“ Schlatter                      | Nestor „LETN1“ Tanić                      | Anton „speed4k“ Titow                     |
| forZe                                                              | FURIA Esports                             | G2 Esports                                | Grayhound Gaming                          |
| Dmitri „facecrack“ Alexejew                                        | Kaike „kscerato“ Cerato                   | Lucas „Lucky“ Chastang                    | Erdenetsogt „erkaSt“ Gantulga             |
| Almas „almazer“ Assadullin                                         | Vinicius „VINI“ Figueiredo                | François „AmaNEk“ Delaunay                | Chris „dexter“ Nong                       |
| Jewgeni „FL1T“ Lebedew                                             | Rinaldo „AbleJ“ Moda Júnior               | Audric „JaCkz“ Jug                        | Liam „malta“ Schembri                     |
| Andrei „Jerry“ Mechrjakow                                          | Andrei „arT“ Piovezan                     | Richard „shox“ Papillon                   | Oliver „DickStacy“ Tierney                |
| Bogdan „xsepower“ Tschernikow                                      | Yuri „Yuurih“ Santos                      | Kenny „kennyS“ Schrub                     | Simon „Sico“ Williams                     |
| HellRaisers                                                        | INTZ eSports                              | mousesports                               | North                                     |
| Žygimantas „nukkye“ Chmieliauskas                                  | Lucas „destiny“ Bullo                     | Finn „karrigan“ Andersen                  | Philip „aizy“ Aistrup                     |
| Christian „loWel“ Garcia Antoran                                   | Marcelo „chelo“ Cespedes                  | David „frozen“ Čerňanský                  | Valdemar „valde“ Vangså                   |
| Kyryll „ANGE1“ Karasёw                                             | Vito „kNg“ Giuseppe                       | Chris „chrisJ“ de Jong                    | Nicklas „gade“ Gade                       |
| Issa „ISSAA“ Murad                                                 | Gustavo „yeL“ Knittel                     | Özgür „woxic“ Eker                        | Jakob „JUGi“ Hansen                       |
| Tomáš „oskar“ Šťastný                                              | Alexandre „xand“ Zizi                     | Robin „ropz“ Kool                         | Markus „Kjaerbye“ Kjærbye                 |
| NRG Esports                                                        | Team Vitality                             | Syman Gaming                              | TyLoo                                     |
| Ethan „nahtE“ Arnold                                               | Cédric „RpK“ Guipouy                      | Ramasan „Ramz1k“ Baschisow                | Cai „Summer“ Yulun                        |
| Vincent „Brehze“ Cayonte                                           | Mathieu „ZywOo“ Herbaut                   | Nicolas „Keoz“ Dgus                       | Cheung „Freeman“ Winghei                  |
| Tarik „tarik“ Celik                                                | Dan „apEX“ Madesclaire                    | Ilja „Perfecto“ Saluzki                   | Hansel „BnTeT“ Ferdinand                  |
| Zwetelin „CeRq“ Dimitrow                                           | Alex „ALEX“ McMeekin                      | Sanschar „neaLaN“ Ysqaqow                 | Xu „somebody“ Haowen                      |
| Peter „stanislaw“ Jarguz                                           | Nathan „NBK“ Schmitt                      | Maksim „t0rick“ Zaikin                    | Sheng „Attacker“ Yuanzhang                |
| Stand: 4. August 2019                                              |                                           |                                           |                                           |

## Challengers Stage-Teilnehmer
Fünf Teams sind durch ihr Ausscheiden auf den Plätzen 9 bis 14 in der Legend Stage der IEM Major: Katowice 2019 automatisch teilnahmeberechtigt. Die verbleibenden elf Teams qualifizierten sich über die Minor-Turniere oder das Minors' 3rd Place Play-in. Das Team Cloud 9, welches ebenfalls über seine Platzierung im vorherigen Major automatisch teilnahmeberechtigt gewesen wäre, zog seine Teilnahme zurück. Dadurch rückte das drittplatzierte Team des Minors' 3rd Place Play-in nach. Es ergeben sich folgende Teilnehmer der Challengers Stage:
- AVANGAR (Platz 9–11 der Legends Stage beim IEM Major: Katowice 2019)
- Team Vitality (Platz 9–11 der Legends Stage beim IEM Major: Katowice 2019)
- compLexity (Platz 12–14 der Legends Stage beim IEM Major: Katowice 2019)
- G2 Esports (Platz 12–14 der Legends Stage beim IEM Major: Katowice 2019)
- HellRaisers (Platz 12–14 der Legends Stage beim IEM Major: Katowice 2019)
- mousesports (Gewinner Europe Minor)
- CR4ZY (Finalist Europe Minor)
- NRG Esports (Gewinner Americas Minor)
- FURIA Esports (Finalist Americas Minor)
- Grayhound Gaming (Gewinner Asia Minor)
- TyLoo (Finalist Asia Minor)
- forZe (Gewinner CIS Minor)
- Syman Gaming (Finalist CIS Minor)
- DreamEaters (Erster/Zweiter Minors' 3rd Place Play-in)
- North (Erster/Zweiter Minors' 3rd Place Play-in)
- INTZ eSports (Dritter Minors' 3rd Place Play-in)

### Runde 1
|               | Ergebnis |                  | S-N |
| ------------- | -------- | ---------------- | --- |
| Team Vitality | 08:16    | Syman Gaming     | 0-0 |
| NRG Esports   | 17:19    | DreamEaters      | 0-0 |
| G2 Esports    | 16:10    | TyLoo            | 0-0 |
| North         | 16:05    | INTZ eSports     | 0-0 |
| FURIA Esports | 16:06    | HellRaisers      | 0-0 |
| mousesports   | 16:06    | forZe            | 0-0 |
| AVANGAR       | 16:13    | compLexity       | 0-0 |
| CR4ZY         | 16:13    | Grayhound Gaming | 0-0 |

### Runde 2
|                  | Ergebnis |              | S-N |
| ---------------- | -------- | ------------ | --- |
| North            | 16:14    | Syman Gaming | 1-0 |
| G2 Esports       | 16:09    | DreamEaters  | 1-0 |
| mousesports      | 19:17    | AVANGAR      | 1-0 |
| FURIA Esports    | 11:16    | CR4ZY        | 1-0 |
| NRG Esports      | 16:07    | TyLoo        | 0-1 |
| Team Vitality    | 16:09    | INTZ eSports | 0-1 |
| compLexity       | 05:16    | HellRaisers  | 0-1 |
| Grayhound Gaming | 09:16    | forZe        | 0-1 |

### Runde 3
|                  | Ergebnis          |              | S-N |
| ---------------- | ----------------- | ------------ | --- |
| G2 Esports       | 16:05 13:16 07:16 | mousesports  | 2-0 |
| North            | 08:16 28:26 19:15 | CR4ZY        | 2-0 |
| Team Vitality    | 14:16             | DreamEaters  | 1-1 |
| NRG Esports      | 16:04             | Syman Gaming | 1-1 |
| FURIA Esports    | 10:16             | forZe        | 1-1 |
| AVANGAR          | 16:08             | HellRaisers  | 1-1 |
| compLexity       | 22:20 16:02       | TyLoo        | 0–2 |
| Grayhound Gaming | 16:05 14:16 :07   | INTZ eSports | 0–2 |

### Runde 4
|               | Ergebnis        |                  | S-N |
| ------------- | --------------- | ---------------- | --- |
| G2 Esports    | 28:25 16:12     | forZe            | 2-1 |
| NRG Esports   | 16:08 16:04     | AVANGAR          | 2-1 |
| CR4ZY         | 12:16 :11 16:11 | DreamEaters      | 2-1 |
| FURIA Esports | 09:16 07:16     | Syman Gaming     | 1–2 |
| compLexity    | 11:16 04:16     | Grayhound Gaming | 1–2 |
| Team Vitality | 16:08 16:11     | HellRaisers      | 1–2 |

### Runde 5
|               | Ergebnis        |                  | S-N |
| ------------- | --------------- | ---------------- | --- |
| AVANGAR       | 16:10 10:16 :05 | Syman Gaming     | 2-2 |
| forZe         | 10:16 12:16     | DreamEaters      | 2-2 |
| Team Vitality | 16:05 14:16 :10 | Grayhound Gaming | 2-2 |

## Legends Stage-Teilnehmer
Acht Teams sind durch ihre Platzierung unter den ersten Acht beim letzten Major IEM Major: Katowice 2019 für die Legends Stage teilnahmeberechtigt. Weitere acht konnten sich über die Challenger-Stage qualifizieren.
- Astralis (Gewinner IEM Major: Katowice 2019)
- ENCE (Finalist IEM Major: Katowice 2019)
- Made in Brazil (Halbfinalist IEM Major: Katowice 2019)
- Natus Vincere (Halbfinalist IEM Major: Katowice 2019)
- FaZe Clan (Viertelfinalist IEM Major: Katowice 2019)
- Ninjas in Pyjamas (Viertelfinalist IEM Major: Katowice 2019)
- Renegades (Viertelfinalist IEM Major: Katowice 2019)
- Team Liquid (Viertelfinalist IEM Major: Katowice 2019)
- North (Challengers Stage)
- mousesports (Challengers Stage)
- G2 Esports (Challengers Stage)
- NRG Esports (Challengers Stage)
- CR4ZY (Challengers Stage)
- AVANGAR (Challengers Stage)
- DreamEaters (Challengers Stage)
- Team Vitality (Challengers Stage)

### Runde 1
|                | Ergebnis |                   | S-N |
| -------------- | -------- | ----------------- | --- |
| ENCE           | 16:05    | AVANGAR           | 0-0 |
| Astralis       | 16:09    | DreamEaters       | 0-0 |
| NRG Esports    | 16:14    | Renegades         | 0-0 |
| Team Liquid    | 16:09    | CR4ZY             | 0-0 |
| Team Vitality  | 16:09    | North             | 0-0 |
| FaZe Clan      | 16:08    | mousesports       | 0-0 |
| Natus Vincere  | 17:19    | G2 Esports        | 0-0 |
| Made in Brazil | 16:12    | Ninjas in Pyjamas | 0-0 |

### Runde 2
|                   | Ergebnis |                | S-N |
| ----------------- | -------- | -------------- | --- |
| Team Liquid       | 09:16    | NRG Esports    | 1-0 |
| FaZe Clan         | 07:16    | Team Vitality  | 1-0 |
| ENCE              | 16:08    | Made in Brazil | 1-0 |
| Astralis          | 16:07    | G2 Esports     | 1-0 |
| Renegades         | 13:16    | AVANGAR        | 0-1 |
| Natus Vincere     | 16:07    | DreamEaters    | 0-1 |
| Ninjas in Pyjamas | 10:16    | CR4ZY          | 0-1 |
| North             | 13:16    | mousesports    | 0-1 |

### Runde 3
|                   | Ergebnis    |               | S-N |
| ----------------- | ----------- | ------------- | --- |
| ENCE              | 16:10 16:07 | Team Vitality | 2-0 |
| Astralis          | 28:31 04:16 | NRG Esports   | 2-0 |
| Natus Vincere     | 17:19       | mousesports   | 1-1 |
| Team Liquid       | 18:22       | AVANGAR       | 1-1 |
| Made in Brazil    | 04:16       | G2 Esports    | 1-1 |
| FaZe Clan         | 09:16       | CR4ZY         | 1-1 |
| Renegades         | 16:10 16:08 | DreamEaters   | 0–2 |
| Ninjas in Pyjamas | 08:16 04:16 | North         | 0–2 |

### Runde 4
|                | Ergebnis          |               | S-N |
| -------------- | ----------------- | ------------- | --- |
| G2 Esports     | 16:09 11:16 09:16 | AVANGAR       | 2-1 |
| Team Vitality  | 16:05 16:10       | mousesports   | 2-1 |
| Astralis       | 16:11 29:31 16:05 | CR4ZY         | 2-1 |
| Made in Brazil | 11:16 04:16       | Natus Vincere | 1–2 |
| FaZe Clan      | 19:22 16:03 14:16 | Renegades     | 1–2 |
| Team Liquid    | 16:12 16:06       | North         | 1–2 |

### Runde 5
|               | Ergebnis        |             | S-N |
| ------------- | --------------- | ----------- | --- |
| Renegades     | 16:11 11:16 :09 | G2 Esports  | 2-2 |
| Team Liquid   | 19:17 22:20     | mousesports | 2-2 |
| Natus Vincere | 11:16 :12 16:04 | CR4ZY       | 2-2 |

## Champions Stage
|  | Viertelfinale      | Viertelfinale | Viertelfinale | Viertelfinale | Viertelfinale |                    |               | Halbfinale | Halbfinale | Halbfinale | Halbfinale | Halbfinale |  |  | Finale | Finale | Finale | Finale | Finale |
|  |                    |               |               |               |               |                    |               |            |            |            |            |            |  |  |        |        |        |        |        |
|  | Finnland           | ENCE          | 5             | 12            | -             |                    |               |            |            |            |            |            |  |  |        |        |        |        |        |
|  | Australien         | Renegades     | 16            | 16            | -             |                    |               |            |            |            |            |            |  |  |        |        |        |        |        |
|  | Australien         | Renegades     | 16            | 16            | -             | Australien         | Renegades     | 19         | 6          | -          |            |            |  |  |        |        |        |        |        |
|  |                    |               |               |               |               | Australien         | Renegades     | 19         | 6          | -          |            |            |  |  |        |        |        |        |        |
|  |                    | Kasachstan    | AVANGAR       | 22            | 16            | -                  |               |            |            |            |            |            |  |  |        |        |        |        |        |
|  | Frankreich         | Kasachstan    | AVANGAR       | 22            | 16            | -                  | Team Vitality | 9          | 16         | 10         |            |            |  |  |        |        |        |        |        |
|  | Frankreich         |               |               |               |               |                    | Team Vitality | 9          | 16         | 10         |            |            |  |  |        |        |        |        |        |
|  | Kasachstan         | AVANGAR       | 16            | 11            | 16            |                    |               |            |            |            |            |            |  |  |        |        |        |        |        |
|  |                    |               |               |               |               |                    | Kasachstan    | AVANGAR    | 6          | 5          | -          |            |  |  |        |        |        |        |        |
|  |                    | Danemark      | Astralis      | 16            | 16            | -                  |               |            |            |            |            |            |  |  |        |        |        |        |        |
|  | Vereinigte Staaten | NRG Esports   | 16            | 19            | -             |                    |               |            |            |            |            |            |  |  |        |        |        |        |        |
|  | Russland           | Natus Vincere | 12            | 17            | -             |                    |               |            |            |            |            |            |  |  |        |        |        |        |        |
|  | Russland           | Natus Vincere | 12            | 17            | -             | Vereinigte Staaten | NRG Esports   | 10         | 9          | -          |            |            |  |  |        |        |        |        |        |
|  |                    |               |               |               |               | Vereinigte Staaten | NRG Esports   | 10         | 9          | -          |            |            |  |  |        |        |        |        |        |
|  |                    | Danemark      | Astralis      | 16            | 16            | -                  |               |            |            |            |            |            |  |  |        |        |        |        |        |
|  | Danemark           | Danemark      | Astralis      | 16            | 16            | -                  | Astralis      | 16         | 16         | -          |            |            |  |  |        |        |        |        |        |
|  | Danemark           |               |               |               |               |                    | Astralis      | 16         | 16         | -          |            |            |  |  |        |        |        |        |        |
|  | Vereinigte Staaten | Team Liquid   | 8             | 13            | -             |                    |               |            |            |            |            |            |  |  |        |        |        |        |        |

## Preisgeldverteilung
| Platz    | Clan                                                                                      | Preisgeld (in US-Dollar) |
| -------- | ----------------------------------------------------------------------------------------- | ------------------------ |
| 1.       | Astralis                                                                                  | 500.000                  |
| 2.       | Avangar                                                                                   | 150.000                  |
| 3. – 4.  | NRG Esports Renegades                                                                     | 70.000                   |
| 5. – 8.  | ENCE Natus Vincere Team Liquid Team Vitality                                              | 35.000                   |
| 9. – 16. | CR4ZY DreamEaters FaZe Clan G2 Esports Made in Brazil mousesports Ninjas in Pyjamas North | 8.750                    |